# Kurt Gruber
Kurt Gruber, avstro-ogrski podčastnik, vojaški pilot in letalski as, * 1896, Linz, † 4. april 1918 (KIA).
Offizierstellvertreter Gruber je v svoji vojaški službi dosegel 11 zračnih zmag.

## Življenjepis
Med prvo svetovno vojno je bil pripadnik Flik 1, Flik 41J in Flik 61J.